# Izabela in posoda z baziliko
Izabella in posoda z baziliko je slika, ki jo je leta 1868 naslikal William Holman Hunt, in prikazuje sceno iz pesmi Johna Keatsa Isabella ali lonec z baziliko. Na sliki je junakinja Isabella, ki boža lonec z baziliko, v katerega je pokopala odsekano glavo umorjenega ljubimca Lorenza.
Hunt je ilustracijo pesmi narisal leta 1848, kmalu po ustanovitvi Prerafaelitske bratovščine, vendar je ni razvil v dokončano sliko. Risba je upodobila povsem drugačen prizor, upodabljala je Lorenza kot pisarja na delovnem mestu, medtem ko Isabelini bratje preučujejo svoje račune in urejajo okoli podrejenih.
Hunt se je k pesmi vrnil leta 1866, kmalu po poroki, ko je začel slikati več erotično nabitih tem. Njegova čutna slika Il Dolce Far Niente se je hitro prodala in zasnoval je idejo za novo delo, ki prikazuje Isabello. Ko je s svojo nosečo ženo Fanny odpotoval v Italijo, je Hunt začel delati na sliki v Firencah. Po rojstvu je Fanny decembra 1866 umrla zaradi vročine. Hunt je sliko spremenil v spomin svoji ženi, pri čemer je uporabil njene lastnosti za Isabello. Na sliki je vztrajno delal v mesecih po njeni smrti, vrnil se je v Anglijo leta 1867 in jo končno dokončal januarja 1868. Sliko je kupil in razstavil prodajalec Ernest Gambart.
Slika prikazuje Isabello, ki ne more spati, oblečena v polprozorno spalno srajco, ki je pravkar zapustila posteljo, kar je vidno s prevleko, obrnjeno v ozadju. Pripogne se nad oltar, ki ga je ustvarila Lorenzu iz dodelane intarzije prie-dieu (vrsta molitvene mize, ki je namenjena predvsem za zasebno pobožno uporabo), na katerem je postavljena bogato vezena tkanina. Na platnu je lonec iz majolike, okrašen z lobanjami, v katerem je potopljena Lorenzova glava. Njeni obilni lasje objemajo lonce in okoli cvetoče rastline, kar odraža Keatsove besede, da je Isabella »večno visela nad svojo sladko baziliko / in jo s solzami navlažila do jedra«. Za njo, poleg vrat, je par cokel, ob robu skrinje.
Poudarek na čutnosti, bogatih barvah in dodelanih dekorativnih predmetih odraža naraščajoče estetsko gibanje in podobne značilnosti v delu Huntovih prerafaelitskih sodelavcev Johna Everetta Millaisa in Danteja Gabriela Rossettija, kot sta Millaisov Pot Pourri in Rossettijeva Venus Verticordia. Poza figure spominja tudi na kip Thomasa Woolnerja Civilization, za katerega model je bila deloma Fannyina sestra Alice.
Huntovo delo je vplivalo na več poznejših umetnikov, ki so obdelali isto temo. Najbolj opazne so slike Johna Whitea Alexandra (1897) in Johna Williama Waterhousea (1907). Alexander in Waterhouse reproducirata Huntov naslov in razvijeta različice njegove kompozicije. Aleksandrova kompozicija temo prilagodi  Whistlerjevemu slogu. Waterhouse spremeni kompozicijo in prizor postavi na vrt, ohrani pa motiv vrča za vodo in okrasne lobanje.